# Vile (группа)
Vile — американская метал-группа, играющая в жанре брутальный дэт-метал. Основана группа была в 1996 году в Конкорде гитаристом Колином Дейвисом (в настоящее время это также единственный участник группы с момента её появления) и басистом Мэттом «Фавор» Фэвром, остальная часть группы сформировалась из остатков распавшихся групп Lords of Chaos, Entropy, Sporadic Psychosis и Thanatopsis. Группа выезжала в туры в США и Европу в 2004 году. Группа записала новый альбом 25 января 2009 года, и собирается его выпустить в течение года.

## Текущий состав
- Колин Дейвис — гитара
- Джастин Сакогава — 2-я гитара
- Майкл Поджионе — бас-гитара
- Мик Хрубовчак — вокал
- Тайсон Юпин — барабаны
- Тимо Хяккинен — барабаны

## Бывшие участники
- Юанн Уртеага — вокал
- Аарон Стронг — гитара
- Джефф Хьюэлл — бас
- Майк Хамильтон — барабаны
- Тайсон Юпин — барабаны
- Лэнс Райт — барабаны
- JJ Хрубовчак — гитара

## Дискография
- Vile-ation (демо/1997)
- Unearthed (демо/1996)
- Stench of the Deceased (1999)
- Depopulate (2002)
- The New Age of Chaos (2005)
- Metamorphosis (2011)
- Rare Tracks 1996 - 2004 (2012)

## Внешние ссылки
- Официальный сайт группы
- Официальная страница Vile (англ.) на сайте Myspace
- O'Connor, Will (2005) "Colin Davis interview", The Gauntlet
- Vile interview, Voices from the Darkside